# New Yorks pendeltåg
New Yorks pendeltåg består av två olika pendeltågssystem, Long Island Rail Road och Metro-North Railroad. Tillsammans bildar dessa två nät ett av världens största pendeltågsnät med sammanlagt 20 linjer på en sträcka av 1765 km och med 244 stationer. Endast London har ett lika gigantiskt system av pendeltåg.

## Long Island Rail Road
Under varumärket Long Island Rail Road (LIRR) har det sedan 1834 bedrivits järnvägstrafik på ön Long Island i staten New York i USA. Järnvägen byggdes ursprungligen för trafik mellan New York och Boston. Tågen gick från Boston till Stonington, Connecticut där passagerarna lämnade fastlandet och bytte till färja som gick över sundet till Long Island. Resan fortsatte sedan med LIRR till Brooklyn där ytterligare en färja väntade innan ankomsten till New York. Anledningen till att man inte byggde järnvägen via fastlandet direkt var att det var enklare och därmed billigare att bygga på det flacka Long Island jämfört med det södra Connecticut som var bergigare.
Eftersom inte järnvägen byggdes för invånarna på Long Island gjordes sträckningen så kort som möjligt och över till största delen obebodda områden. När det år 1850 byggts en ny järnväg mellan New York och Boston på fastlandet fanns därför en järnväg som i princip var värdelös. Trots nya förgreningar som anslöt till de små samhällena på ön fick bolaget ekonomiska bekymmer, och 1876 köptes allt upp av en konkurrent, men varumärket levde vidare.
År 1901 köptes återigen företaget upp, denna gången av Pennsylvania Railroad som fortsatte bedriva trafiken fram tills en ny våg av ekonomiska problem dök upp efter andra världskriget. Då drabbades LIRR av sjunkande efterfrågan eftersom bilen snabbt blev var mans egendom. Företaget gick i konkurs men trafiken togs över av staten New York som än idag bedriver trafiken genom Metropolitan Transportation Authority.
LIRR har idag två större terminaler i New York. Den ena är Pennsylvania Station på Manhattan och den andra är Flatbush Avenue i Brooklyn. Alla linjer förutom Oyster Bay, Montauk, Port Jefferson öster om Huntington och Greenport öster om Ronkonkoma är elektrifierade med strömskenor liknande de i många tunnelbanesystem. Varje dag görs 303 000 resor på LIRR.

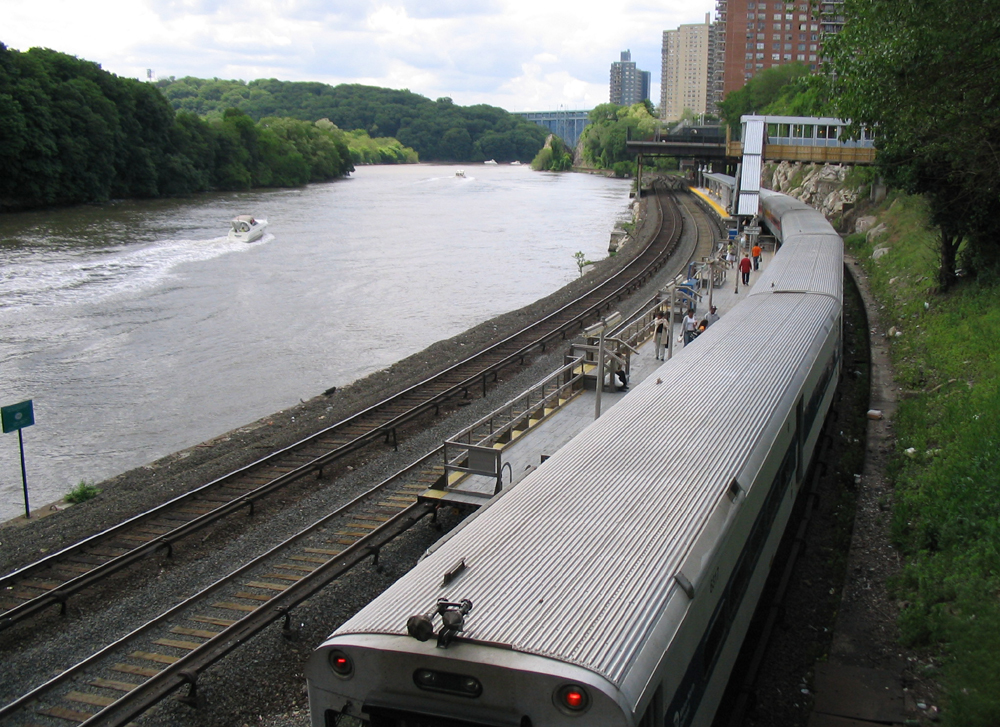
Marble Hill station på Hudson Line (Metro-North).

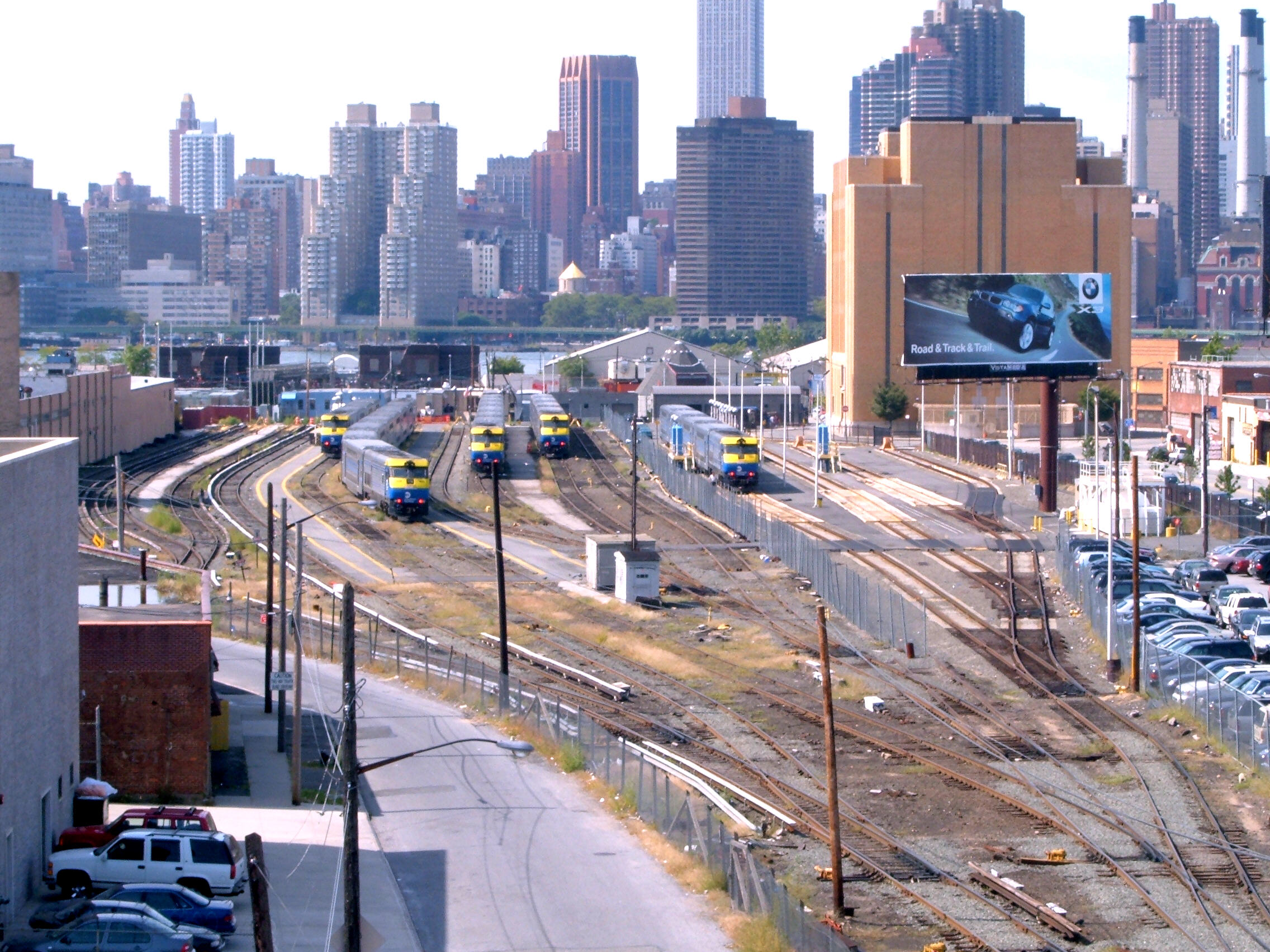
Long Islands Citystation.

Karta över Long Island Rail Roads linjenät.

### Linjer
Long Island Rail Road:
- City Terminal Zone Line
- Babylon Line
- Far Rockaway Line
- Hempstead Line
- Long Beach Line
- Montauk Line
- Oyster Bay Line
- Port Jefferson Line
- Port Washington Line
- Ronkonkoma Line
- West Hempstead Line

## Metro-North Railroad
Metro-North Railroad eller Metro-North Commuter Railroad Company, på engelska vardagligt kallad Metro-North, är ett pendeltågssystem som förbinder New York med de norra förorterna i New Jersey, delstaten New York och Connecticut. Företaget drivs av Metropolitan Transportation Authority (MTA), ett statligt verk tillhörande delstaten New York. Tågen började rulla 1983.

### Öst om Hudson
Det finns tre linjer som går på den östra sidan av Hudsonfloden, där alla går från Grand Central Terminal på Manhattan: Hudson Line (Hudson-linjen), Harlem Line (Harlem-linjen) och New Haven Line (New Haven-linjen), där den sista mest återfinns i Connecticut. Hudson Line går mot Poughkeepsie, Harlem Line mot Wassaic och New Haven Line mot just New Haven, med förgreningar mot Waterbury, Danbury och New Canaan.

### Väst om Hudson
Väster om Hudsonfloden finns två linjer, som trafikeras i samarbete med New Jersey Transit. De är Pascack Valley Line från Hoboken till Spring Valley, och Port Jervis Line från Hoboken till Port Jervis via Passaic (Main Line) eller Plauderville (Bergen County Line). Från Hoboken finns förbindelse under Hudsonfloden med PATH-tunnelbanan till New York.

### Linjer
Metro-North Railroad:  
- Hudson Line
- Harlem Line
- Wassaic Line
- New Haven Line
- New Canaan Line
- Danbury Line
- Waterbury Line
- Pascack Valley Line
- Port Jervis Line